# 黑措根堡

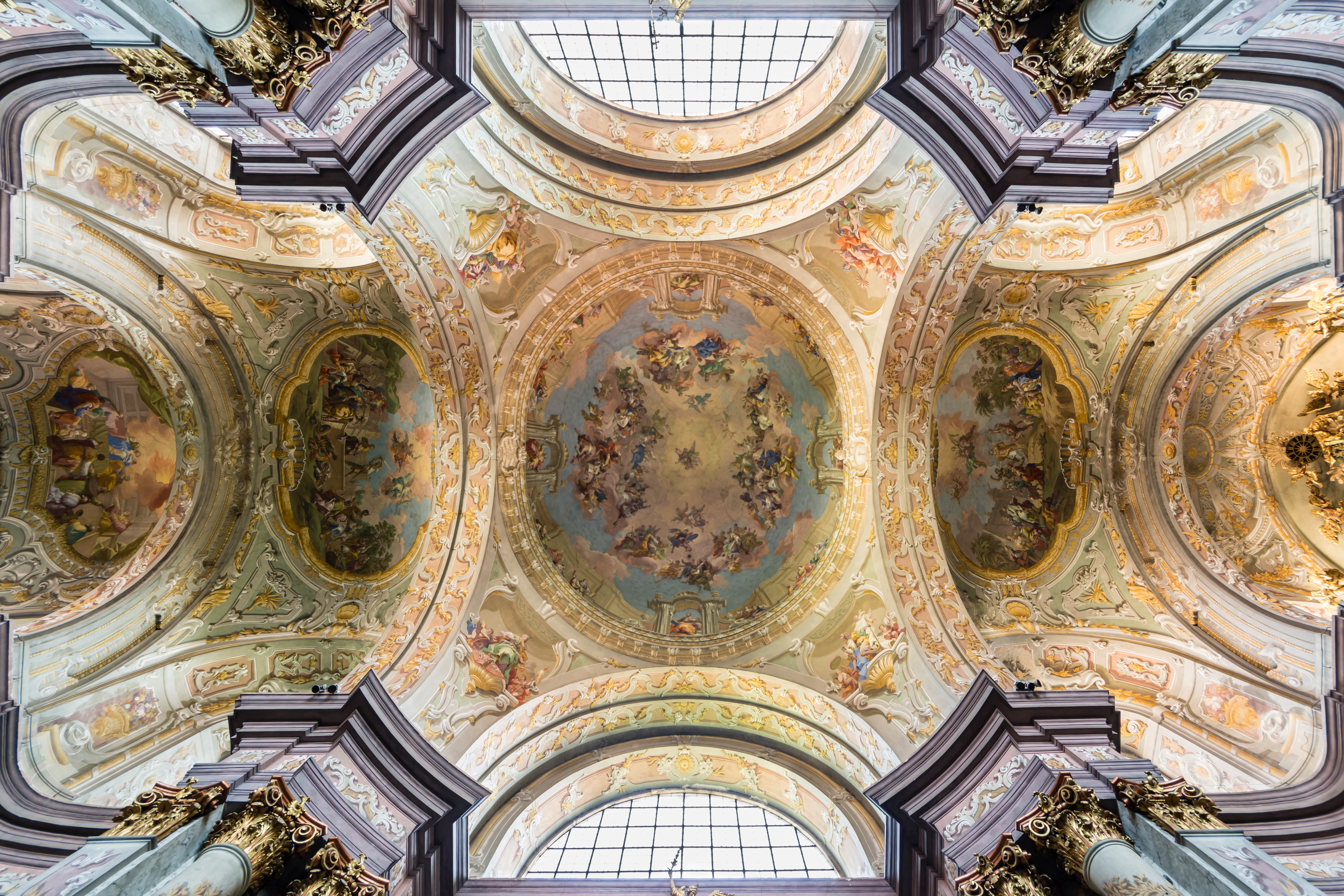
黑措根堡修道院教堂的天頂濕壁畫。

黑措根堡是奧地利的城鎮，位於該國東北部，距離聖帕爾滕11公里，由下奧地利州負責管轄，面積46.09平方公里，海拔高度229米，2012年人口7,832。